# Ligue de diamant 2011 - 100 m masculin
L'épreuve du 100 mètres masculin de la Ligue de diamant 2011 se déroule du 6 mai au 8 septembre 2011. La compétition fait successivement étape à Shanghai, Rome, New York, Lausanne, Birmingham et Monaco, la finale ayant lieu à Zurich peu après les Championnats du monde de Daegu.

## Calendrier
| Date             | Meeting                     | Ville      | Pays        |
| ---------------- | --------------------------- | ---------- | ----------- |
| 15 mai 2011      | Golden Grand Prix           | Shanghai   | Chine       |
| 26 mai 2011      | Golden Gala                 | Rome       | Italie      |
| 11 juin 2011     | Meeting de New York         | New York   | États-Unis  |
| 30 juin 2011     | Athletissima                | Lausanne   | Suisse      |
| 10 juillet 2011  | Aviva Birmingham Grand Prix | Birmingham | Royaume-Uni |
| 22 juillet 2011  | Meeting Herculis            | Monaco     | Monaco      |
| 8 septembre 2011 | Weltklasse                  | Zurich     | Suisse      |

## Faits marquants
Asafa Powell remporte le meeting Athletissima de Lausanne, le 30 juin, en établissant la meilleure performance mondiale de l'année en 9 s 78 (+1,0 m/s). Vainqueur des sélections olympiques jamaïcaines une semaine auparavant, il devance finalement Michael Frater (9 s 88) et Christophe Lemaitre qui égale son propre record de France avec 9 s 95. Tous les meetings de cette édition sont gagnés par des Jamaïquains.

## Résultats
| Date | Meeting                    | 1er                      | 1er   | 2e                       | 2e    | 3e                               | 3e    |
| --- | -------------------------- | ------------------------ | ----- | ------------------------ | ----- | -------------------------------- | ----- |
| 15 mai 2011 | Shanghai vent : +0,3 m/s   | Asafa Powell 9 s 95      | 4 pts | Mike Rodgers 10 s 01     | 2 pts | Mario Forsythe 10 s 12 (SB)      | 1 pt  |
| 26 mai 2011 | Rome vent : +0,6 m/s       | Usain Bolt 9 s 91        | 4 pts | Asafa Powell 9 s 93 (SB) | 2 pts | Christophe Lemaitre 10 s 00 (SB) | 1 pt  |
| 11 juin 2011 | New York vent : -3,4 m/s   | Steve Mullings 10 s 26   | 4 pts | Tyson Gay 10 s 26        | 2 pts | Keston Bledman 10 s 33           | 1 pt  |
| 30 juin 2011 | Lausanne vent : +1,0 m/s   | Asafa Powell 9 s 78 (WL) | 4 pts | Michael Frater 9 s 88    | 2 pts | Christophe Lemaitre 9 s 95 (=NR) | 1 pt  |
| 10 juillet 2011 | Birmingham vent : +0,4 m/s | Asafa Powell 9 s 91      | 4 pts | Nesta Carter 9 s 93      | 2 pts | Michael Frater 10 s 01           | 1 pt  |
| 22 juillet 2011 | Monaco vent : +1,0 m/s     | Usain Bolt 9 s 88 (SB)   | 4 pts | Nesta Carter 9 s 90 (SB) | 2 pts | Mike Rodgers 9 s 96              | 1 pt  |
| 8 septembre 2011 | Zurich vent : +0,0 m/s     | Yohan Blake 9 s 82 (PB)  | 8 pts | Asafa Powell 9 s 95      | 4 pts | Walter Dix 10 s 04               | 2 pts |
| Records et Performances - AR : Record continental (area record) - CR : Record des championnats (championship record) - MR : Record du meeting (meet record) - NR : Record national (national record) - OR : Record olympique (olympic record) - PR : Record paralympique (paralympic record) - PB : Record personnel (personal best) - SB : Meilleure performance personnelle de la saison (season's best) - WL : Meilleure performance mondiale de l'année (world leader) - WJR : Record du monde junior (world junior record) - WR : Record du monde (world record) Circonstances et Conditions - DNF : N'a pas terminé (did not finish) - DNS : N'a pas pris le départ (did not start) - DQ : Disqualification (disqualification) - NM : Aucun essai valable enregistré (No Mark) - Q : Qualifié « directement » au prochain tour (ou à la prochaine compétition), lors d'une compétition majeure, grâce au classement ou à la réalisation des minima (automatic qualifier) - q : Qualifié au prochain tour (ou à la prochaine compétition), lors d'une compétition majeure, grâce au repêchage ou à la réalisation de l'une des meilleures performances parmi celles des « non qualifiés directement » (grâce au meilleur temps ou à la meilleure distance par exemple) (secondary qualifier) |                            |                          |       |                          |       |                                  |       |

## Classement général
- Classement final[2] :

| Rang | Athlète        | Points |
| ---- | -------------- | ------ |
| 1    | Asafa Powell   | 18     |
| 2    | Yohan Blake    | 8      |
| 3    | Nesta Carter   | 4      |
| 4    | Michael Frater | 3      |
| 5    | Walter Dix     | 2      |